# Bernard
Bernard je mužské křestní jméno germánského původu. Vzniklo spojením výrazů pro „medvěd“ (Bär) a pro „tvrdý, drsný“ (hart). Dalo by se tedy přeložit „drsný jako medvěd“. Podle českého kalendáře má svátek 20. srpna.
Mezi ženské podoby tohoto jména patří Bernarda, Bernardina, Bernadeta a Bernardeta.

## Statistické údaje
Následující tabulka uvádí četnost jména v ČR a pořadí mezi mužskými jmény ve srovnání dvou roků, pro které jsou dostupné údaje MV ČR – lze z ní tedy vysledovat trend v užívání tohoto jména:
| Rok       | Četnost   | Pořadí    |
| 1999      | 602       | 196.      |
| 2002      | 568       | 198.      |
| 2006      | 538       | 241.      |
| Porovnání | o 19 méně | o 16 hůře |
| 2009      | 519       | 257.      |
| 2013      | 457       | 558.      |

Změna procentního zastoupení tohoto jména mezi žijícími muži v ČR (tj. procentní změna se započítáním celkového úbytku mužů v ČR za sledované tři roky 1999–2002) je –5,0%, což svědčí o znatelném poklesu obliby tohoto jména.

## Bernard v jiných jazycích
- Slovensky: Bernard nebo Bernát
- Polsky, srbocharvátsky, francouzsky: Bernard
- Maďarsky: Bernát
- Italsky: Bernardo nebo Berardo
- Španělsky: Bernardo
- Nizozemsky: Bernaard nebo Bernhard
- Německy: Bernhard
- Anglicky: Bernard nebo Barnard
- Latinsky: Bernardus

## Známí nositelé jména
- sv. Bernard z Clairvaux (1090–1152) – katolický světec a cisterciácký mnich
- sv. Bernard z Menthon (asi 1020–1081 nebo 1086) – katolický světec a mnich
- sv. Bernard z Tironu (1046–1117) – katolický světec a mnich
- sv. Bernardo Tolomei (1272–1348) – italský teolog, zakladatel řádu olivetánů

- Bernard I. Bádenský (1364–1431) – bádenský markrabě
- Bernard I. Saský (950? – 1011) – saský vévoda
- Bernard II. Saský (990? –1059) – saský vévoda
- Bernard II. Sponheimský (1180–1256) – korutanský vévoda
- Bernard III. Sasko-Meiningenský (1851–1928) – poslední vévoda sasko-meiningenský
- Bernard VII. z Armagnacu (1360–1418) – francouzský hrabě
- Bernard z Cluny – benediktínský mnich
- Bernard Falkenberský († 1455) – opolský, falkenberský a střelecký kníže z rodu slezských Piastovců
- Bernard z Chartres († 1124/1126/1130) – francouzský filozof
- Bernard z Kamence (1230? – 1296) – míšeňský biskup a diplomat
- Bernard ze Saint-Gilles (1065/1070? – 1112) – hrabě z Toulouse a z Rouergue, markýz provensálský
- Bernard Svídnický (1287/91? – 1326) – kníže javorský, svídnický a minstrberský
- Bernard z Tremelay († 1153) – velmistr Templářského řádu
- Bernard z Trixenu († 1147) – hrabě z Trixenu a Mariboru

- Seznam článků začínajících na „Bernard“
- Seznam článků začínajících na „Bernhard“

- Bernard Bolzano – významný matematik a filozof
- Bernard Montgomery – britský maršál
- George Bernard Shaw – anglický dramatik irského původu
- Matyáš Bernard Braun – německý barokní sochař působící většinou v Čechách
- Bernhard Riemann – německý matematik

## Známí nositelé příjmení
- Abhejali Bernardová (* 1977) – česká dálková plavkyně a běžkyně
- Adolf Bernard z Martinic (1679/1680–1735) – český šlechtic a politik
- Alain Bernard (* 1983) – francouzský plavec
- Alexander Josef Bernard (1859–1912) – český přírodovědec, pedagog a překladatel přírodovědných děl
- Alexandre Jacques Bernard Law de Lauriston (1768–1828) – francouzský generál a maršál
- Athanasius Bernhard (1815–1875) – opat cisterciáckého kláštera v Oseku
- Catherine Bernardová (1662–1712) – francouzská spisovatelka
- Claude Bernard (1813–1878) – francouzský lékař a vědec
- Émile Bernard (1826–1897) – francouzský kuchař a spisovatel
- Émile Bernard (1868–1941) – francouzský neoimpresionistický malíř
- Éric Bernard (* 1964) – francouzský automobilový závodník ve formuli 1
- František Bernard z Thurnu (1592–1628) – rakouský šlechtic a voják
- Günter Bernard (* 1939) – německý fotbalový brankář
- Henriette-Rosine Bernardová, viz Sarah Bernhardt (1844–1923) – francouzská herečka
- Charles-Eugène Bernard (1922–2002) – kanadský fotograf
- Jean Albert Marie Auguste Bernard (1916–2000) – francouzský římskokatolický duchovní, biskup
- Josef Bernard – více osob, rozcestník
- Karl Ambros Bernard (1808–1844) – česko-rakouský lékař, botanik, vysokoškolský pedagog a odborný spisovatel
- Ludvík Jaroslav Bernard (1827–1882) – český malíř
- Marcel Bernard (1914–1994) – francouzský tenista
- Martyn Bernard (* 1984) – britský atlet, skokan do výšky
- Molly Bernard (* 1988) – americká herečka
- Paul Bernard (1929–1997) – anglický televizní režisér
- Patrick Alberto Pemberton Bernard (* 1982) – kostarický fotbalový brankář
- Roger Bernard (1907–1997) – francouzský spisovatel a stylista
- Sandra Bernhard (* 1955) – židovská komička, herečka a zpěvačka
- Sarah Bernhardt (1844–1923) – francouzská herečka
- Soňa Bernardová (* 1976) – česká reprezentantka v synchronizovaném plavání
- Stanislav Bernard (* 1955) – český podnikatel v pivovarnictví
  - Bernard (pivo)
- Thomas Bernhard (1931–1989) – rakouský spisovatel a dramatik
- Tristan Bernard (Paul Bernard; 1866–1947) – francouzský dramatik, spisovatel, humorista a novinář
- Valentin Bernard Jestřábský (1630–1719) – český římskokatolický kněz, kazatel a barokní spisovatel
- Valère Bernard (1860–1936) – francouzský malíř, sochař, rytec a spisovatel
- Václav Bernard (* 1975) – český politik hnutí STAN, náměstek ministra dopravy ČR, starosta městyse Všeruby na Domažlicku
- Vilém Bernard (1912–1992) – český a československý politik, poválečný poslanec
- Warren Bernhardt (1938–2022) – americký jazzový klavírista